# Île Chagulak
L'île Chagulak (également Chugul, Chugula, Chegoula ou Tchougoulok ; en russe : Чагулак)  est une île du groupe des îles Fox appartenant aux îles des Quatre-Montagnes en Alaska (États-Unis).
L'île est un stratovolcan. Elle est séparée de l'île voisine d'Amukta par un détroit de 7 km de large. 
Chagulak est inhabitée.